# Заешко краче
Заешкото краче, още заешка лапа, е популярен талисман. В някои култури кракът на заек се носи като амулет, за който се смята, че носи късмет. Това убеждение се поддържа от хора на много места по света, включително Европа, Китай, Африка и Северна и Южна Америка. Във варианти на това суеверие, заекът-донор трябва да притежава определени атрибути, като например да е убит на определено място, използвайки определен метод, или от лице, притежаващо определени характеристики (напр. от мъж с кръстосани очи).
Бенджамин Радфорд прави предположението, че заешкият крак може да бъде свързан с европейски талисман за късмет, наречен „Ръка на славата“ – ръка, отрязана от обесен мъж и след това осолена.
На хумориста Р. Е. Шей се приписва остроумието: „Зависи от краката на заека, ако искаш, но помни, че не е работило за заека.“

## В северноамериканската култура
Вярата в северноамериканския фолклор може да произхожда от системата на народната магия, известна като „hoodoo“. Редица ограничения свързани с талисмана се налагат, най-вече за това, че трябва да е лявото задно стъпало на заек и дали е застрелян или по друг начин заловен в гробище. Някои източници казват, че заекът трябва да бъде взет по пълнолуние, а други посочват новолуние. Някои казват вместо това, че заекът трябва да се вземе в петък или дъждовен петък или петък 13-и. Някои източници казват, че заекът трябва да бъде застрелян със сребърен куршум, докато други казват, че кракът трябва да бъде отрязан, докато заекът е още жив.
Различните ритуали, предложени от източници, макар и да се различават значително един от друг, споделят общ елемент на необичайното и обратното на това, което се смята за добро и благоприятно. Заекът е животно, в което вещиците могат да променят формата си, както за Изобел Гоуди се твърди, че може да се трансформира. Казват, че вещиците са били активни по време на пълнолунието и новолунието.